# A Viszkis
A Viszkis es una película de acción húngara de 2017 sobre Attila Ambrus, un famoso ladrón de bancos húngaro.

## Reparto
- Bence Szalay como Attila Ambrus
- Barnabás Szabó como joven Atila Ambrus
- Zoltán Schneider como Det. Bartos
- Piroska Móga como Kata
- Viktor Klem como Géza Bota
- György Gazsó como Bota
- Judit Pogány como tía Annuska, abuela de Atila
- Sándor Zsótér como padre de Kata
- Ildikó Tóth como madre de Kata
- Atila Ambrus como taxista

## Estreno
La película se estrenó en el Festival Internacional de Cine de Varsovia el 16 de octubre de 2017 y se estrenó en Hungría el 22 de noviembre de 2017.